# Водена бува
Дафнија (лат. Daphnia) је род малих планктонских ракова дужине 0.2-5 mm. Дафније су чланови реда Cladocera и представљају једне од неколико мањих водених зглавкара. Свој други назив Водене Буве добиле су по поскочном стилу пливања који подсећа на кретање бува. Оне живе у различитим воденим окружењима у распону од киселих мочвара до слатководних језера, бара, потока и река.
Две најбројније врсте дафнија су: Daphnia pulex (мале и најчешће) и Daphnia magna (велике). Често се повезују са родом Moina у реду Cladocera, који је у породици Mionidae уместо Dafnidae и која је много мања од Daphnia pulex.

## Изглед и особине
Тело дафнија је обично 1-5 милиметара дугачко, и подељено је на сегменте иако ова подела није видљива. Глава је спојена, и обично сагнута према телу са видљивим урезом који их раздваја. У већини врста, остатак тела је покривен карапаксом са трбушним јазом у коме се налази пет или шест пари ногу. Главне карактеристике су им спојене очи, друга антена и пар абдоминалних сета. У многим врстама омотач је провидан и као резултат праве одличне теме за микроскопирање јер се може видети куцање срца. Срце је на врху леђа, одмах иза главе и просечан пулс је приближно 180 бпм под нормалним условима.

## Екологија и понашање
Дафније улажу у рану репродукцију и због тога имају кратак животни век. Поједини животни век дафнија зависи од фактора као што су температура и обиље предатора али може да буде око 13-14 месеци у неким хладним језерима без риба. У типичним условима животни циклус је много краћи обично не прелази 5-6 месеци.
Дафније су обично филтратске хранилице конзумирају углавном једноћелијске алге и разне врсте органског наноса, укључујући протисте и бактерије. Премлаћиванњем ногу производе константно струјење кроз карапаксу што доноси такав материјал у дигестивни тракт. Збијене честице хране се затим формирају у болус који пролази кроз дигестивни тракт затим је навођен кроз анални отвор који се налази на вентралној површини терминалног додатка. Други и трећи пар ногу се користи у филтеру храњења организма, осигуравајући да велике честице које не могу да се упију остану ван организма. А остали парови ногу праве ток воде који улази у организам.
Пливање је омогућено другим паром антена које су по величини веће од првог пара. Рад другог пара антена је одговоран за то што не могу да скоче.

## Животни циклус
Већина врста дафнија имају животни циклус базиран “цикличном партеногенезом” наизменичном асексуалном и сексуалном репродукцијом.